# Gian Battista Cagna
Gian Battista Cagna (Tripoli, 27 febbraio 1914 – ...) è stato un calciatore italiano, di ruolo centrocampista.

## Caratteristiche tecniche
Giocava come interno.

## Carriera
Nella stagione 1938-1939 giocò 5 volte in Serie A indossando la divisa del Liguria

## Palmarès

### Club

#### Competizioni nazionali
- Serie C: 1

Salernitana: 1942-1943